# Frères Marreau
Les frères Marreau, Claude (pilote) né en 1944 et Bernard (copilote), sont deux frères français parcourant les rallyes des années 1970 à 1990.
Ils comptent parmi les pionniers du Paris-Dakar. Surnommés les « Renards du désert », ils ont gagné le Rallye Paris-Dakar en 1982 avec une Renault 20 Turbo 4X4 préparée par leurs soins.

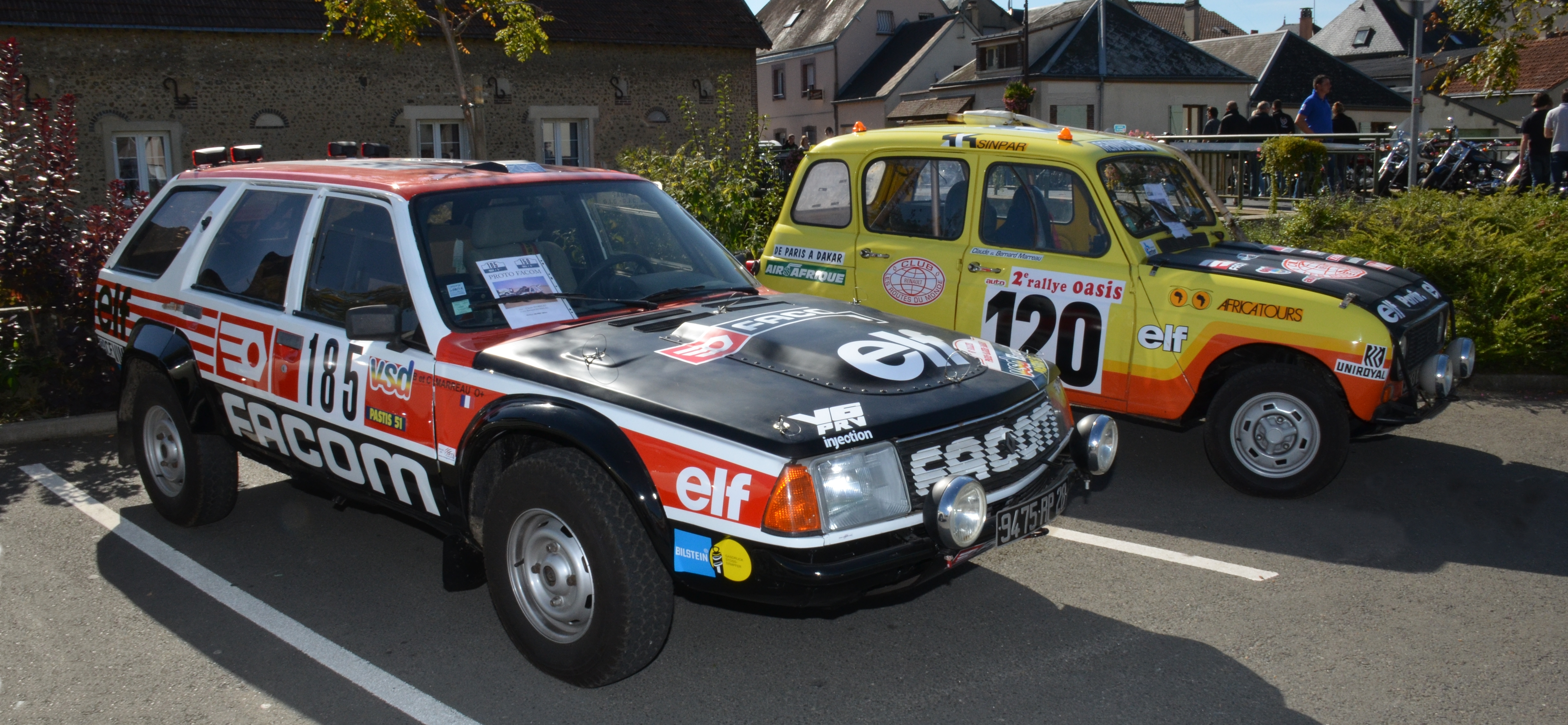
Véhicules du Paris-Dakar des frères Marreau.

## Biographie

### Débuts
Originaires de Nanterre, les frères Marreau sont les fils de Robert, garagiste. Dès la fin de l'été 1967, les deux frères rassemblent leurs quelques économies et partent pour un tour du monde en Renault 4. Après plusieurs mois de pérégrinations, et devant l'impossibilité d'aller plus loin, ils se mettent sur le chemin du retour. Réalisé avec une caméra 16 mm, le film de leurs aventures, intitulé L'autre côté du temps, reçoit le prix du film amateur au Festival de Cannes 1969. Les Marreau apprennent ensuite l'existence d'une dotation offerte par Renault : Les Routes du monde. Ils déposent un dossier et décident de s'attaquer au record de la traversée de l'Afrique, entre Le Cap et Alger. Toujours en 1969, ils partent en reconnaissance avec des amis dans deux 4L. Leur candidature de retour en France, la Régie Renault leur confie une Renault 12 pour battre le record du colonel Debrus (9 j, 1 h et 18 min). En 1970, accompagnés d'Yvon Garin, ils s'élancent une première fois jusqu'à la rupture de leur traverse arrière. L'année suivante, ils retentent leur chance au volant de la toute nouvelle R12 Gordini. Ils parcourent les 15 432 km en 8 j, 22 h et 18 min (71,96 km/h de moyenne) et s'emparent du record qu'ils améliorent de pile trois heures. Ce record est toujours d'actualité. Ils s'étaient relayés au volant, aidés de Yvon Garin qui leur servait d'assistance.

### Premiers participants du Dakar
Dans les années 1970, les frères Marreau sont toujours basés dans le garage de Nanterre, qui leur assure des revenus, mais s'absentent fréquemment pour se rendre en Afrique où ils multiplient les missions humanitaires vers le Sahel. À cette époque, les premiers rallyes-raid se développent. En 1976, Claude et Bernard engagent une R14 au 5x5 Abidjan-Nice. Quand Thierry Sabine dévoile son projet de Paris-Dakar en 1978, les frères Marreau sont les premiers à s'inscrire. Il leur faudra 700 heures pour modifier la 4L qu'ils ont choisie pour cette nouvelle course,,. Les frais d'inscription s'élèvent à 8 000 francs, réduits de 40 % après négociation avec Sabine, ce qui laisse finalement — mais seulement — 1 000 francs au budget de fonctionnement.
Sur les pistes africaines, face aux imposants Toyota, Range Rover et autre Volkswagen Iltis bien plus puissants, la R4 a d'autres atouts : ses occupants connaissent parfaitement le terrain. Chaque jour, leurs concurrents les voient sortir de pistes dont ils ignorent l'existence. Ayant une garde au sol moins efficace que les autres, les Marreau sortent des chemins sableux pour rouler dans la brousse. Rapidement, les deux frères sont surnommés les « Renards du désert ». À l'arrivée, la 4L se classe cinquième du scratch auto-moto, deuxième des quatre-roues et Renault colle un autocollant sur leur voiture pour officialiser le partenariat.
Pour le Paris-Dakar 1980, 200 pilotes sont au départ et les Marreau retravaillent leur 4L avec un moteur Renault 5 Alpine et l'appui de la Régie. Lors de la seconde semaine, ils laissent tomber leur chrono pour venir en aide à un motard inconscient puis, le lendemain, ils subissent sept crevaisons dans la même course. Les Renards du désert terminent tout de même 3e du classement général. Gagner cette course devient leur objectif, et ils s'y affairent toute l'année 1980. Avec le financement de Renault-Elf-Uniroyal, les Marreau mettent une R20 à motorisation R18 Turbo en chantier au garage de Nanterre : le train arrière provient d'un Trafic et la ligne d'échappement est installée sur le toit. À l'approche de Tombouctou, le duo est leader avec plus de deux heures d'avance. Mais la voiture s'abîme dans un trou, la pompe à huile cède et les frères abandonnent.
Pour l'édition 1982, les Marreau fabriquent deux prototypes identiques, dont un pour l'assistance confié à un autre binôme. La R20 Turbo est citée parmi les prétendants à la victoire. Dans le froid hiver algérien lors de la sixième étape, ils prennent définitivement la tête. Profitant des erreurs adverses, réussissant à continuer malgré l'éloignement de leur camion d'assistance et à réparer eux-mêmes leurs casses, ils s'imposent avec 1 h 19 d'avance. Leur Renault 20 Turbo 4×4 était dotée d'un bloc 1,6 L de 133 ch.

### Poursuite infructueuse
Ils engagent ensuite jusqu'en 1985 un break Renault 18 4×4 avec moins de succès.
En 1984, ils courent avec Facom et un budget serré. Ils empochent une prime au résultat (50 kF pour une victoire, 30 kF si 2e et 20 kF si dans le top 5). Lors de l'avant-dernière spéciale, une rotule de suspension casse et Henri Pescarolo les double avant de casser son moteur. Le duo Marreau touche donc 20 kF.

### Reconversion
Claude Marreau reste sur la scène automobile, avec notamment une participation en 2008 à la TransAfricaine Classic avec son fils Gregory. Il aurait participé à ce raid au volant de la 4L no 120 en 2007.
Le 30 avril 2017, Claude et Grégory ont sorti la 4L no 120 du Dakar et la R12 du record Le Cap - Alger à Chartres lors d'une concentration de véhicules anciens, motos compris.

## Participations au Rallye Dakar
| Édition | Voiture                | Résultat     |
| ------- | ---------------------- | ------------ |
| 1979    | Renault 4 4×4 Sinpar   | 5e (2e auto) |
| 1980    | Renault 4 4×4 Sinpar   | 3e           |
| 1981    | Renault 20 Turbo 4×4   | Abandon      |
| 1982    | Renault 20 Turbo 4×4   | 1er          |
| 1983    | Renault 18 break       | 9e           |
| 1984    | Renault 18 proto Facom | 5e           |
| 1985    | Renault 18             | 5e           |
| 1986    | Prototype Lada         | Abandon      |
| 1987    | Peugeot 504 Dangel     | Abandon      |
| 1988    | Mitsubishi Pajero      | 13e          |
| 1989    | Mitsubishi Pajero      | 17e          |
| 1990    | Mitsubishi Pajero      | 30e          |
| 1991    | Mitsubishi Pajero      | Abandon      |
| 1992    | ?                      | ?            |
| 1993    | Renault Buggy Raceco   | Abandon      |

## Voitures

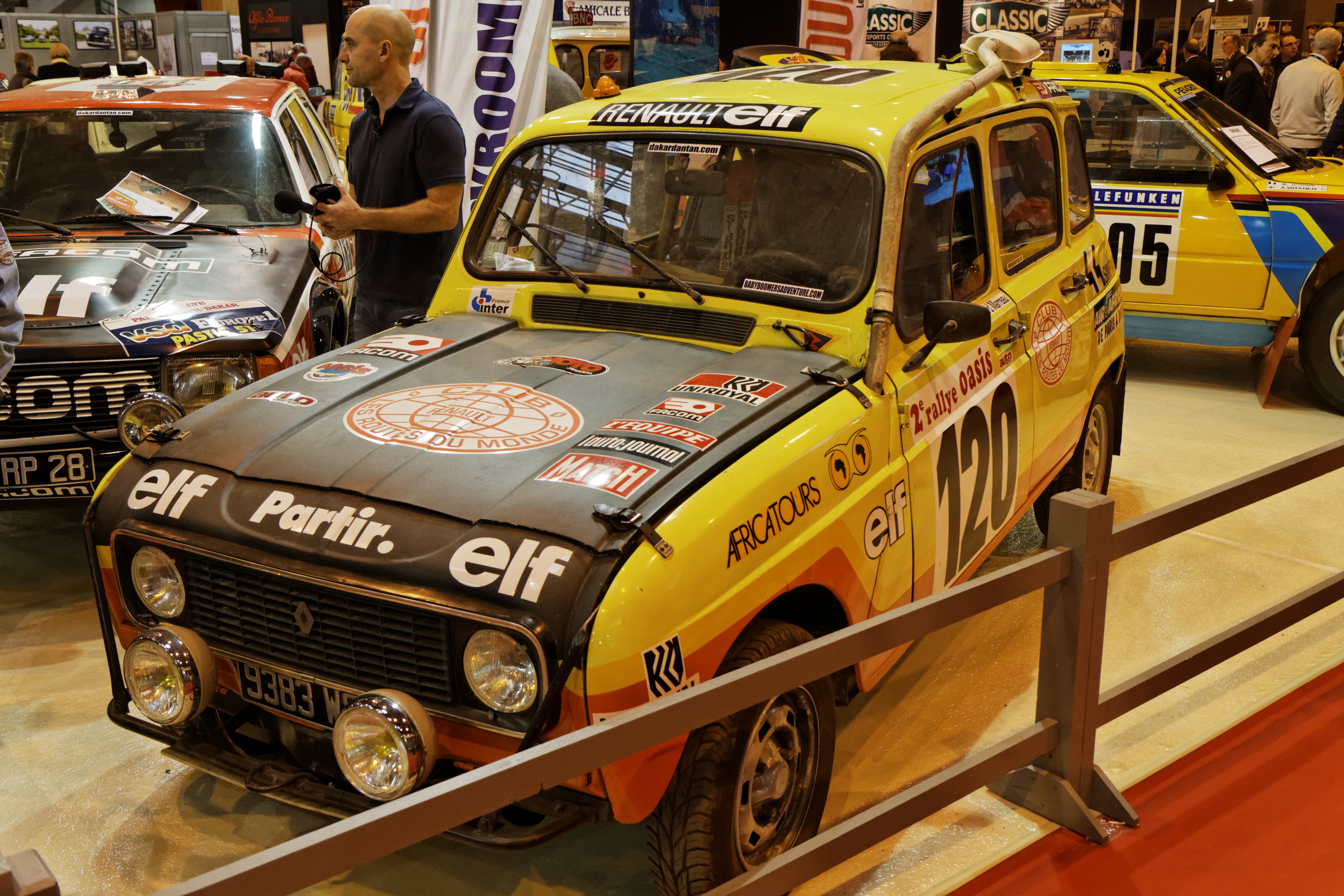
La R4 des frères Marreau (Rétromobile 2014).

### R4 4x4 de 1979 et 1980
Équipée d'une transmission 4x4 d'origine Sinpar, d'un moteur R5 Alpine Gr. 2 de près de 140 ch et de trains entièrement revus, les Frères Marreau la menèrent sur les pistes du Dakar sous le numéro d'équipage 131 en 1979, où ils se classèrent 5e. Il réitèrent l'exploit en 1980 sous le dossard 120 et terminent 3e.
Cette même 4L participa à nouveau au Dakar sous la main d'Antoine Granja en 1981 avec Roger Caillaba en tant que copilote, toutefois cette participation se soldera par un abandon.

### R20 Turbo 4x4 de 1981 et 1982

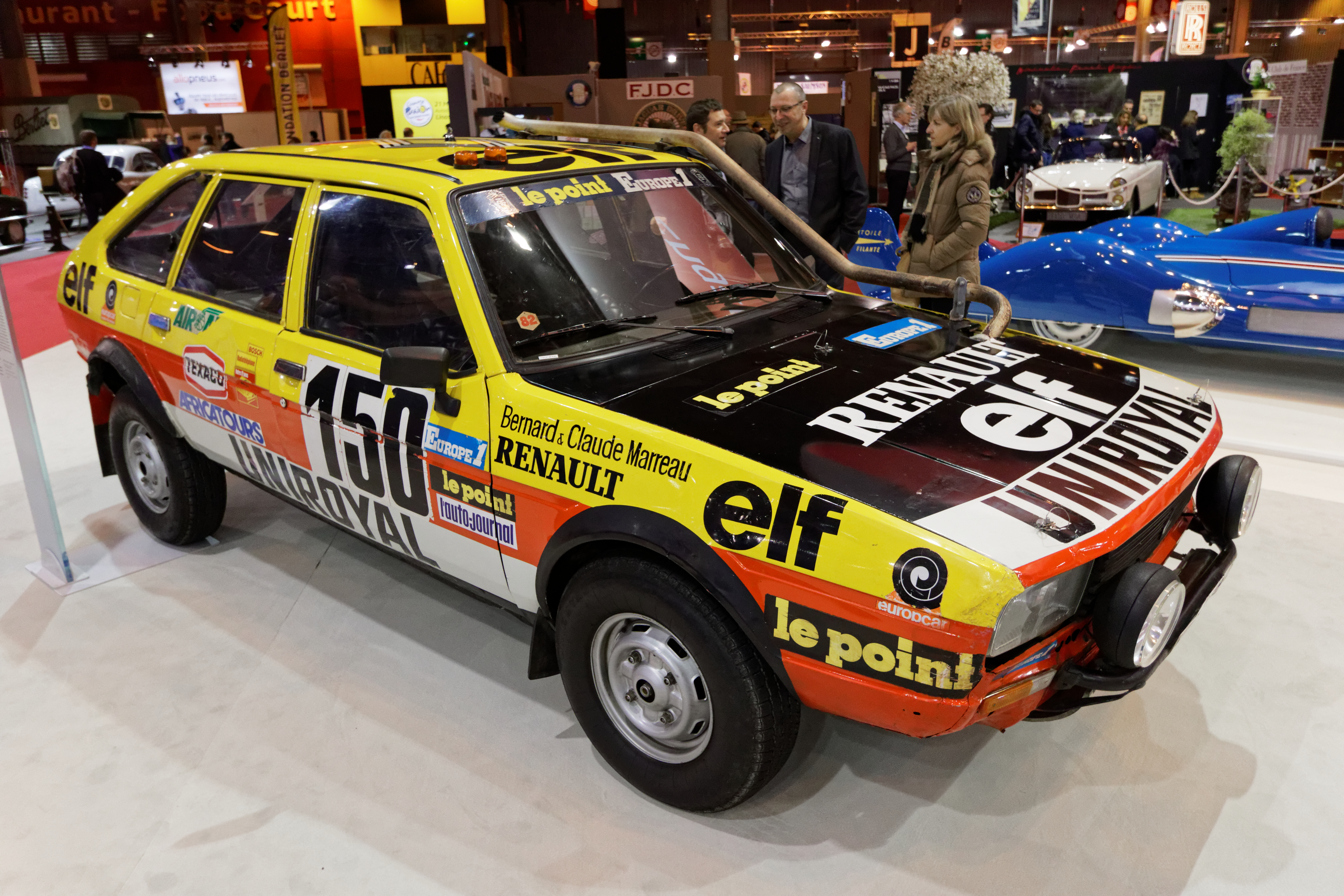
Renault 20 Turbo 4X4 Paris-Dakar avec laquelle les frères Marreau ont remporté l'épreuve de 1982.

C'est avec une Renault 20 préparée par leurs soins que les frères Marreau remportèrent le Paris-Dakar en 1982 sous le numéro d'équipage 150.
Cette auto ne leur avait pourtant pas porté chance sous le numéro 174, lors de l'édition 1981, pendant laquelle ils avaient été contraints d'abandonner.
À noter par ailleurs, que lors de l'édition 1982, un second véhicule préparé à la même sauce que la R20 Turbo des Renards du désert courait aussi sous le dossard 151. Elle était a priori disponible en tant que banque de pièce roulante en cas de force majeure.
Ce second véhicule a été restauré et est toujours en état de marche, appartenant à une association qui prend à cœur de le faire courir.
Sur le plan technique, les R20 Turbo 4x4 des frères Marreau étaient dotées de moteurs de R18 Turbo légèrement préparés développant environ 140 ch. Le train arrière provenait d'un Trafic et de nombreuses autres pièces d'origine Renault étaient adaptées à la R20. À noter aussi la ligne d'échappement sur le toit comme sur la R4.